# Lanai
Lanai is een van de Hawaïaanse eilanden, die deel uitmaken van Amerikaanse staat Hawaï. Het eiland telt ongeveer 3200 inwoners en heeft een oppervlakte van 364 km². Lanai is ongeveer 29 km lang en 21 km breed. Het hoogste punt is Lānaʻihale, 1026 m boven zeeniveau.
De belangrijkste plaats op Lanai is Lanai City.
In 1922 kocht James Dole, de president van de Hawaiian Pineapple Company (later Dole Food Company), het gehele eiland en ontwikkelde een groot deel van het eiland tot 's werelds grootste ananasplantage. In 1992 sloot de laatste ananasplantage, waarna de economie van het eiland vooral op toerisme drijft. Het eiland was toen in handen van James H. Murdock, die onder andere plannen maakte voor een groot windturbinepark op het eiland. In 2012 werd 98% van het eiland aangekocht door Oracle-topman Larry Ellison.

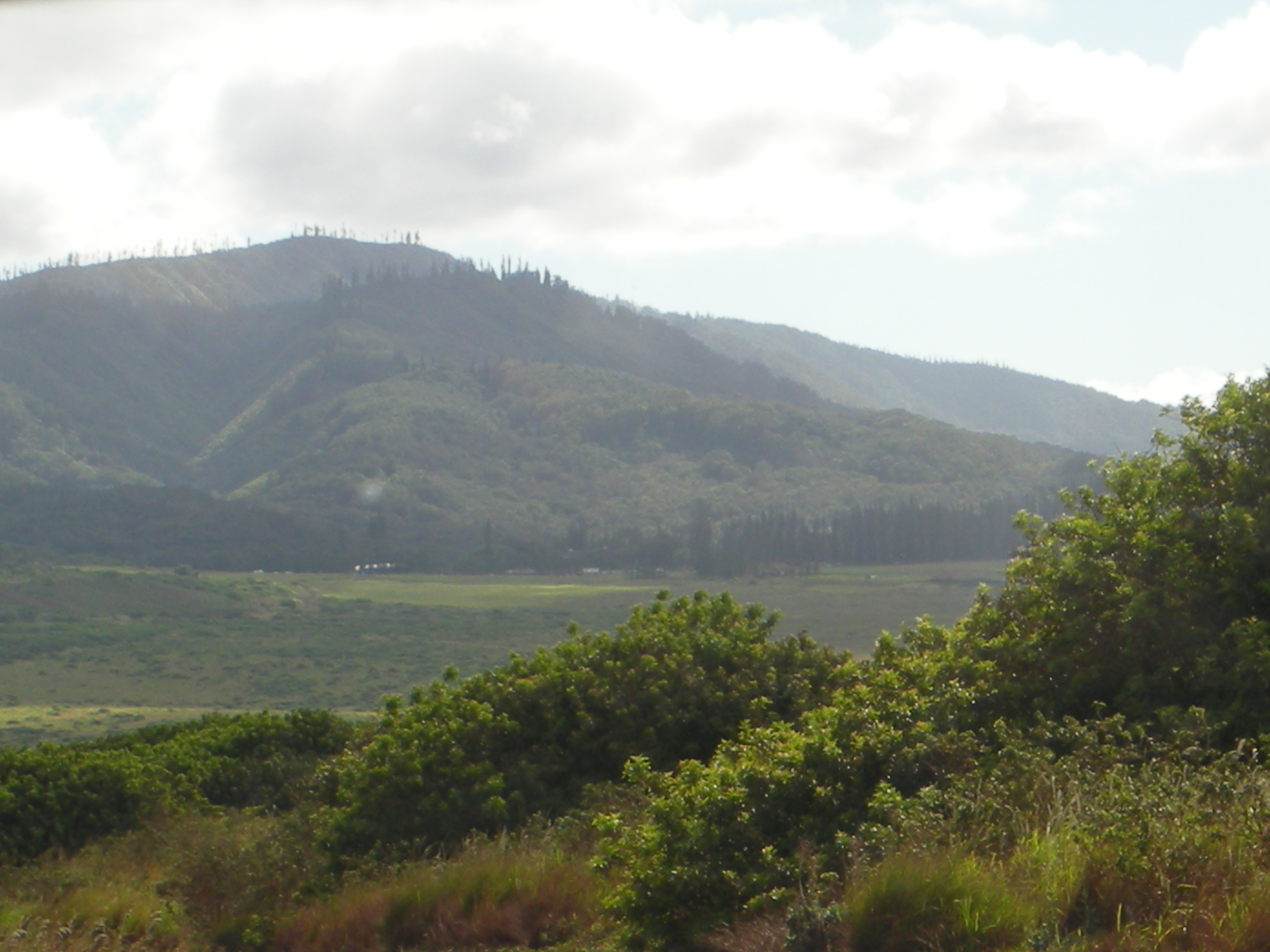
Lanai